# Джим Тейлор
Джеймс "Джим" Гай Тейлор (англ. James "Jim" Guy Taylor, 5 листопада 1917, Гіллінгдон — 6 березня 2001) — англійський футболіст, що грав на позиції захисника, зокрема, за клуб «Фулгем», а також національну збірну Англії.

## Клубна кар'єра
Народився 5 листопада 1917 року в місті Гіллінгдон. Вихованець футбольної школи клубу «Гіллінгдон Таун».
У дорослому футболі дебютував 1938 року виступами за команду «Фулгем», в якій провів п'ятнадцять сезонів. 
Завершив професійну ігрову кар'єру у клубі «КПР», за команду якого виступав протягом 1953—1954 років.
| Дата      | Місто     | Господарі | Результат | Гості      | Турнір           | Голи | Примітки |
| --------- | --------- | --------- | --------- | ---------- | ---------------- | ---- | -------- |
| 9-5-1951  | Лондон    | Англія    | 2 – 1     | Аргентина  | товариський матч | -    |          |
| 19-5-1951 | Ліверпуль | Англія    | 5 – 2     | Португалія | товариський матч | -    |          |
| Усього    |           | Матчів    | 2         |            | Голів            | 0    |          |

Помер 6 березня 2001 року на 84-му році життя.

## Титули і досягнення
- Володар Суперкубка Англії:  1950